# Rediu (Galați)
Rediu es una comuna ubicada en el distrito de Galați, Rumania.

## Superficie
Posee una superficie de 43,10 kilómetros cuadrados.

## Demografía
Hasta 2021 la población era de 1610 habitantes, con una densidad de población de 37,35 habitantes por kilómetro cuadrado.